# 関心
| ウィキペディアには「関心」という見出しの百科事典記事はありません（タイトルに「関心」を含むページの一覧/「関心」で始まるページの一覧）。 代わりにウィクショナリーのページ「関心」が役に立つかもしれません。 |